# Tadeu Antônio Ferreira
Tadeu Antônio Ferreira (Joaquim Távora, 4 de fevereiro de 1992), mais conhecido simplesmente como Tadeu, é um futebolista brasileiro que atua como goleiro. Atualmente defende o Goiás, clube pelo qual é considerado ídolo.

## Carreira
Nascido em Joaquim Távora, no Paraná, Tadeu formou-se nas categorias de base do Coritiba, após ingressar no clube aos 15 anos.
Tadeu posteriormente representou o Junior Team e o Maringá por empréstimo antes de deixar o Coxa em 2015, após o término de seu contrato. Em 7 de janeiro de 2016, ele acertou um contrato de um ano com o Ceará, mas deixou o clube em julho, após nenhuma apresentação oficial, e posteriormente ingressou na Ferroviária.
Em 24 de março de 2018, Tadeu marcou seu primeiro gol como profissional e o primeiro goleiro a marcar gol pela Ferroviária: ele fez o terceiro de seu time por meio de uma cobrança de pênalti na vitória em casa por 3 a 1 sobre o Red Bull Brasil pelo Campeonato Paulista. Em 6 de abril, ele acertou um empréstimo com o Oeste da Série B até o final do ano, onde se tornou titular imediato.
De volta à AFE para a campanha de 2019, Tadeu voltou a ser titular regular do clube antes de ingressar no Goiás da Série A no dia 4 de abril de 2019, por empréstimo até dezembro. Ele fez sua estreia na primeira divisão em 28 de abril, começando na vitória por 1 a 0 fora de casa contra o Fluminense, a sua atuação nessa partida foi bastante marcante, pois defendeu um pênalti e fez várias defesas difíceis que acabaram contribuindo para a vitória da equipe esmeraldina.
Em dezembro de 2019, após ser titular indiscutível do Goiás, Tadeu assinou contrato permanente de quatro anos com o clube. No dia 12 de agosto de 2024, Tadeu marcou dois gols em uma partida válida pela Série B. Ambos os gols foram de pênalti, virando o jogo e garantindo a vitória por 2 a 1 contra o Ceará.

## Estatísticas
Atualizado em 31 janeiro de 2023
| Clube             | Ano/Temporada     | Camp. Nacional         | Camp. Nacional | Camp. Nacional | Camp. Estadual | Camp. Estadual | Copa Nacional | Copa Nacional | Torneio Continental | Torneio Continental | Outros | Outros | Total | Total |
| Clube             | Ano/Temporada     | Divisão                | Jogos          | Gols           | Jogos          | Gols           | Jogos         | Gols          | Jogos               | Gols                | Jogos  | Gols   | Jogos | Gols  |
| ----------------- | ----------------- | ---------------------- | -------------- | -------------- | -------------- | -------------- | ------------- | ------------- | ------------------- | ------------------- | ------ | ------ | ----- | ----- |
| Coritiba          | 2013              | Série A                | 0              | 0              | 0              | 0              | 0             | 0             | —                   | —                   | —      | —      | 0     | 0     |
| Coritiba          | 2014              | Série A                | 0              | 0              | 0              | 0              | 0             | 0             | —                   | —                   | —      | —      | 0     | 0     |
| Coritiba          | 2015              | Série A                | 0              | 0              | 0              | 0              | 0             | 0             | —                   | —                   | —      | —      | 0     | 0     |
| Coritiba          | Total pelo clube  | Total pelo clube       | 0              | 0              | 0              | 0              | 0             | 0             | —                   | —                   | —      | —      | 0     | 0     |
| Tupi              | 2013              | Série C                | 0              | 0              | 5              | 0              | —             | —             | —                   | —                   | —      | —      | 5     | 0     |
| Junior Team       | 2013              | Paranaense Série Prata | —              | —              | 10             | 0              | —             | —             | —                   | —                   | —      | —      | 10    | 0     |
| Maringá           | 2015              | Paranaense             | 0              | 0              | 9              | 0              | 1             | 0             | —                   | —                   | —      | —      | 10    | 0     |
| Ceará             | 2016              | Série B                | 0              | 0              | 0              | 0              | 0             | 0             | —                   | —                   | 0      | 0      | 0     | 0     |
| Ferroviária       | 2016              | Paulista               | —              | —              | 0              | 0              | 0             | 0             | —                   | —                   | 3      | 0      | 3     | 0     |
| Ferroviária       | 2017              | Paulista               | —              | —              | 7              | 0              | 0             | 0             | —                   | —                   | 23     | 0      | 30    | 0     |
| Ferroviária       | 2018              | Série D                | 0              | 0              | 14             | 1              | —             | —             | —                   | —                   | —      | —      | 14    | 1     |
| Ferroviária       | 2019              | Série D                | 0              | 0              | 13             | 0              | —             | —             | —                   | —                   | —      | —      | 13    | 0     |
| Ferroviária       | Total pelo clube  | Total pelo clube       | 0              | 0              | 34             | 1              | 0             | 0             | —                   | —                   | 26     | 0      | 60    | 1     |
| Oeste             | 2018              | Série B                | 37             | 0              | —              | —              | 0             | 0             | —                   | —                   | —      | —      | 37    | 0     |
| Goiás             | 2019              | Série A                | 37             | 0              | —              | —              | 0             | 0             | —                   | —                   | 1      | 0      | 38    | 0     |
| Goiás             | 2020              | Série A                | 32             | 0              | 6              | 0              | 4             | 0             | 2                   | 0                   | —      | —      | 44    | 0     |
| Goiás             | 2021              | Série B                | 38             | 0              | 10             | 0              | 0             | 0             | —                   | —                   | —      | —      | 48    | 0     |
| Goiás             | 2022              | Série A                | 38             | 0              | 16             | 0              | 6             | 0             | —                   | —                   | —      | —      | 60    | 0     |
| Goiás             | 2023              | Série A                | 35             | 0              | 17             | 0              | 2             | 0             | 7                   | 0                   | 4      | 0      | 65    | 0     |
| Goiás             | Total pelo clube  | Total pelo clube       | 217            | 0              | 49             | 0              | 12            | 0             | 9                   | 0                   | 5      | 0      | 292   | 0     |
| Total na carreira | Total na carreira | Total na carreira      | 217            | 0              | 107            | 1              | 13            | 0             | 9                   | 0                   | 31     | 0      | 377   | 1     |

1. 1 2  Aparições na Copa Paulista
2. 1 2  Aparições na Copa Verde
3. 1 2  Aparições na Copa Sulamericana

## Títulos
Coritiba
- Campeonato Paranaense: 2013

Ferroviária
- Copa Paulista: 2017[13]

Goiás
- Copa Verde: 2023[2]

Campanhas de destaque
- Vice-campeão do Campeonato Brasileiro - Série B: 2021

## Prêmios individuais
- Primeiro goleiro a marcar um gol pela Ferroviária: 2018[7]
- Melhor goleiro do Campeonato Goiano: 2023[14]
- Melhor goleiro do Campeonato Brasileiro - Série B: 2021[15]